# Tour du Trentin 2014
La 38e édition du Tour du Trentin a eu lieu du 22 au 25 avril 2014. La course fait partie du calendrier UCI Europe Tour 2014 en catégorie 2.HC.

## Présentation

### Équipes
Classé en catégorie 2.HC de l'UCI Europe Tour, le Tour du Trentin est par conséquent ouvert aux UCI ProTeams dans la limite de 70 % des équipes participantes, aux équipes continentales professionnelles, aux équipes continentales italiennes et à une équipe nationale italienne.
16 équipes participent à ce Tour du Trentin - 7 ProTeams et 9 équipes continentales professionnelles :
| UCI ProTeams     | UCI ProTeams | UCI ProTeams |
| Nom de l'équipe  | Pays         | Code         |
| ---------------- | ------------ | ------------ |
| AG2R La Mondiale | France       | ALM          |
| Astana           | Kazakhstan   | AST          |
| BMC Racing       | États-Unis   | BMC          |
| Cannondale       | Italie       | CAN          |
| Lampre-Merida    | Italie       | LAM          |
| Movistar         | Espagne      | MOV          |
| Sky              | Royaume-Uni  | SKY          |

| Équipes continentales professionnelles | Équipes continentales professionnelles | Équipes continentales professionnelles |
| Nom de l'équipe                        | Pays                                   | Code                                   |
| -------------------------------------- | -------------------------------------- | -------------------------------------- |
| Androni Giocattoli-Venezuela           | Italie                                 | AND                                    |
| Bardiani CSF                           | Italie                                 | BAR                                    |
| Caja Rural-Seguros RGA                 | Espagne                                | CJR                                    |
| CCC Polsat Polkowice                   | Pologne                                | CCC                                    |
| Colombia                               | Colombie                               | COL                                    |
| MTN-Qhubeka                            | Afrique du Sud                         | MTN                                    |
| Neri Sottoli                           | Italie                                 | NRI                                    |
| NetApp-Endura                          | Allemagne                              | TNE                                    |
| RusVelo                                | Russie                                 | RVL                                    |

## Étapes
| Étape     | Date     | Villes étapes                                |                              | Distance (km) | Vainqueur d’étape | Leader du classement général |
| --------- | -------- | -------------------------------------------- | ---------------------------- | ------------- | ----------------- | ---------------------------- |
| 1re étape | 22 avril | Riva del Garda - Arco                        | Contre-la-montre par équipes | 13,4          | BMC Racing        | Daniel Oss                   |
| 2e étape  | 23 avril | Limone sul Garda - San Giacomo di Brentonico | Étape de montagne            | 164,5         | Edoardo Zardini   | Cadel Evans                  |
| 3e étape  | 24 avril | Mori - Roncone                               | Étape de moyenne montagne    | 184,4         | Cadel Evans       | Cadel Evans                  |
| 4e étape  | 25 avril | Val Daone (it) - Monte Bondone               | Étape de montagne            | 175           | Mikel Landa       | Cadel Evans                  |

## Déroulement de la course

### 1reétape
|    | Équipe               | Pays        |    | Temps       |
| -- | -------------------- | ----------- | -- | ----------- |
| 1  | BMC Racing           | États-Unis  | en | 14 min 12 s |
| 2  | NetApp-Endura        | Allemagne   | +  | 5 s         |
| 3  | Sky                  | Royaume-Uni |    | 9 s         |
| 4  | Movistar             | Espagne     |    | 12 s        |
| 5  | Cannondale           | Italie      |    | 13 s        |
| 6  | Astana               | Kazakhstan  |    | 19 s        |
| 7  | RusVelo              | Russie      |    | 21 s        |
| 8  | Lampre-Merida        | Italie      |    | 23 s        |
| 9  | CCC Polsat Polkowice | Pologne     |    | 26 s        |
| 10 | Colombia             | Colombie    |    | 27 s        |

|    | Coureur          | Équipe        |    | Temps       |
| -- | ---------------- | ------------- | -- | ----------- |
| 1  | Daniel Oss       | BMC Racing    | en | 14 min 12 s |
| 2  | Cadel Evans      | BMC Racing    | +  | 0 s         |
| 3  | Rick Zabel       | BMC Racing    |    | 0 s         |
| 4  | Steve Morabito   | BMC Racing    |    | 0 s         |
| 5  | Brent Bookwalter | BMC Racing    |    | 0 s         |
| 6  | Yannick Eijssen  | BMC Racing    |    | 0 s         |
| 7  | Iker Camaño      | NetApp-Endura |    | 5 s         |
| 8  | David de la Cruz | NetApp-Endura |    | 5 s         |
| 9  | Leopold König    | NetApp-Endura |    | 5 s         |
| 10 | José Mendes      | NetApp-Endura |    | 5 s         |

### 2eétape
|    | Coureur            | Équipe                       |    | Temps           |
| -- | ------------------ | ---------------------------- | -- | --------------- |
| 1  | Edoardo Zardini    | Bardiani CSF                 | en | 4 h 25 min 39 s |
| 2  | Przemysław Niemiec | Lampre-Merida                | +  | 19 s            |
| 3  | Fabio Duarte       | Colombia                     |    | 19 s            |
| 4  | Cadel Evans        | BMC Racing                   |    | 19 s            |
| 5  | Domenico Pozzovivo | AG2R La Mondiale             |    | 23 s            |
| 6  | Fabio Aru          | Astana                       |    | 26 s            |
| 7  | Franco Pellizotti  | Androni Giocattoli-Venezuela |    | 36 s            |
| 8  | Omar Fraile        | Caja Rural-Seguros RGA       |    | 36 s            |
| 9  | Igor Antón         | Movistar                     |    | 38 s            |
| 10 | Tiago Machado      | NetApp-Endura                |    | 38 s            |

|    | Coureur            | Équipe           |    | Temps           |
| -- | ------------------ | ---------------- | -- | --------------- |
| 1  | Cadel Evans        | BMC Racing       | en | 4 h 40 min 10 s |
| 2  | Edoardo Zardini    | Bardiani CSF     | +  | 9 s             |
| 3  | Przemysław Niemiec | Lampre-Merida    |    | 17 s            |
| 4  | Fabio Duarte       | Colombia         |    | 23 s            |
| 5  | Tiago Machado      | NetApp-Endura    |    | 24 s            |
| 6  | Fabio Aru          | Astana           |    | 26 s            |
| 7  | Igor Antón         | Movistar         |    | 31 s            |
| 8  | Steve Morabito     | BMC Racing       |    | 36 s            |
| 9  | Michele Scarponi   | Astana           |    | 38 s            |
| 10 | Domenico Pozzovivo | AG2R La Mondiale |    | 38 s            |

### 3eétape
|    | Coureur                    | Équipe           |    | Temps           |
| -- | -------------------------- | ---------------- | -- | --------------- |
| 1  | Cadel Evans                | BMC Racing       | en | 4 h 43 min 43 s |
| 2  | Domenico Pozzovivo         | AG2R La Mondiale | +  | 3 s             |
| 3  | Mikel Landa                | Astana           |    | 9 s             |
| 4  | Michele Scarponi           | Astana           |    | 18 s            |
| 5  | Igor Antón                 | Movistar         |    | 20 s            |
| 6  | Francesco Manuel Bongiorno | Bardiani CSF     |    | 25 s            |
| 7  | Fabio Aru                  | Astana           |    | 25 s            |
| 8  | Tiago Machado              | NetApp-Endura    |    | 25 s            |
| 9  | Louis Meintjes             | MTN-Qhubeka      |    | 27 s            |
| 10 | Fabio Duarte               | Colombia         |    | 28 s            |

|    | Coureur                    | Équipe           |    | Temps           |
| -- | -------------------------- | ---------------- | -- | --------------- |
| 1  | Cadel Evans                | BMC Racing       | en | 9 h 23 min 43 s |
| 2  | Domenico Pozzovivo         | AG2R La Mondiale | +  | 45 s            |
| 3  | Tiago Machado              | NetApp-Endura    |    | 59 s            |
| 4  | Igor Antón                 | Movistar         |    | 1 min 01 s      |
| 5  | Fabio Aru                  | Astana           |    | 1 min 01 s      |
| 6  | Przemysław Niemiec         | Lampre-Merida    |    | 1 min 01 s      |
| 7  | Fabio Duarte               | Colombia         |    | 1 min 01 s      |
| 8  | Edoardo Zardini            | Bardiani CSF     |    | 1 min 04 s      |
| 9  | Michele Scarponi           | Astana           |    | 1 min 06 s      |
| 10 | Francesco Manuel Bongiorno | Bardiani CSF     |    | 1 min 32 s      |

### 4eétape
| Résultats \| \| Coureur \| Équipe \| \| Temps \| \| -- \| ------- \| ------ \| -- \| ----- \| \| 1 \| \| \| en \| \| \| 2 \| \| \| + \| \| \| 3 \| \| \| \| \| \| 4 \| \| \| \| \| \| 5 \| \| \| \| \| \| 6 \| \| \| \| \| \| 7 \| \| \| \| \| \| 8 \| \| \| \| \| \| 9 \| \| \| \| \| \| 10 \| \| \| \| \| |         |        |    |       |
| | Coureur | Équipe |    | Temps |
| 1 |         |        | en |       |
| 2 |         |        | +  |       |
| 3 |         |        |    |       |
| 4 |         |        |    |       |
| 5 |         |        |    |       |
| 6 |         |        |    |       |
| 7 |         |        |    |       |
| 8 |         |        |    |       |
| 9 |         |        |    |       |
| 10 |         |        |    |       |

## Classements finals

### Classement général
| Classement général | Classement général | Classement général | Classement général           | Classement général |
|                    | Coureur            | Pays               | Équipe                       | Temps              |
| ------------------ | ------------------ | ------------------ | ---------------------------- | ------------------ |
| 1er                | Cadel Evans        | Australie          | BMC Racing                   | en 14 h 14 min 3 s |
| 2e                 | Domenico Pozzovivo | Italie             | AG2R La Mondiale             | + 50 s             |
| 3e                 | Przemysław Niemiec | Pologne            | Lampre-Merida                | + 1 min 1 s        |
| 4e                 | Fabio Duarte       | Colombie           | Colombia                     | + 1 min 1 s        |
| 5e                 | Louis Meintjes     | Afrique du Sud     | MTN-Qhubeka                  | + 1 min 6 s        |
| 6e                 | Tiago Machado      | Portugal           | NetApp-Endura                | + 1 min 7 s        |
| 7e                 | Fabio Aru          | Italie             | Astana                       | + 1 min 9 s        |
| 8e                 | Michele Scarponi   | Italie             | Astana                       | + 1 min 11 s       |
| 9e                 | Franco Pellizotti  | Italie             | Androni Giocattoli-Venezuela | + 1 min 26 s       |
| 10e                | Mikel Landa        | Espagne            | Astana                       | + 1 min 32 s       |
| modifier           |                    |                    |                              |                    |

### Classements annexes
| Classement du meilleur grimpeur | Classement du meilleur grimpeur | Classement du meilleur grimpeur | Classement du meilleur grimpeur | Classement du meilleur grimpeur |
| ------------------------------- | ------------------------------- | ------------------------------- | ------------------------------- | ------------------------------- |
|                                 | Coureur                         | Pays                            | Équipe                          | Point(s)                        |
| 1er                             | Jonathan Monsalve               | Venezuela                       | Neri Sottoli                    | 24 points                       |
| 2e                              | Diego Rosa                      | Italie                          | Androni Giocattoli-Venezuela    | 18 pts                          |
| 3e                              | Mikel Landa                     | Espagne                         | Astana                          | 14 pts                          |
| modifier                        |                                 |                                 |                                 |                                 |

| Classement des sprints | Classement des sprints           | Classement des sprints | Classement des sprints | Classement des sprints |
| ---------------------- | -------------------------------- | ---------------------- | ---------------------- | ---------------------- |
|                        | Coureur                          | Pays                   | Équipe                 | Point(s)               |
| 1er                    | Leader du classement des sprints | '                      | '                      |                        |
| modifier               |                                  |                        |                        |                        |

| Classement du meilleur jeune | Classement du meilleur jeune | Classement du meilleur jeune | Classement du meilleur jeune | Classement du meilleur jeune |
|                              | Coureur                      | Pays                         | Équipe                       | Temps                        |
| ---------------------------- | ---------------------------- | ---------------------------- | ---------------------------- | ---------------------------- |
| 1er                          | Louis Meintjes               | Afrique du Sud               | MTN-Qhubeka                  | en 14 h 15 min 9 s           |
| 2e                           | Fabio Aru                    | Italie                       | Astana                       | + 3 s                        |
| 3e                           | George Bennett               | Nouvelle-Zélande             | Cannondale                   | + 2 min 47 s                 |
| modifier                     |                              |                              |                              |                              |

| Classement par équipes | Classement par équipes       | Classement par équipes | Classement par équipes |
|                        | Équipe                       | Pays                   | Temps                  |
| ---------------------- | ---------------------------- | ---------------------- | ---------------------- |
| 1re                    | Astana                       | Kazakhstan             | en 42 h 16 min 0 s     |
| 2e                     | Androni Giocattoli-Venezuela | Italie                 | + 17 min 35 s          |
| 3e                     | AG2R La Mondiale             | France                 | + 19 min 13 s          |
| modifier               |                              |                        |                        |

## Évolution des classements
| Étape              | Vainqueur          | Classement général | Classement du meilleur grimpeur | Classement des sprints | Classement du meilleur jeune | Classement par équipes | Coureur le plus combatif |
| ------------------ | ------------------ | ------------------ | ------------------------------- | ---------------------- | ---------------------------- | ---------------------- | ------------------------ |
| 1                  | BMC Racing         | Daniel Oss         | Non décerné                     | Non décerné            | Rick Zabel                   | BMC Racing             | Non décerné              |
| 2                  | Edoardo Zardini    | Cadel Evans        | Giorgio Cecchinel               | Leonardo Duque         | Fabio Aru                    | Astana                 | Adrian Honkisz           |
| 3                  | Cadel Evans        | Cadel Evans        | Adriano Malori                  | Jonathan Monsalve      | Fabio Aru                    | Astana                 | Diego Rosa               |
| 4                  | Mikel Landa        | Cadel Evans        | Jonathan Monsalve               | Leonardo Duque         | Louis Meintjes               | Astana                 |                          |
| Classements finals | Classements finals | Cadel Evans        | Jonathan Monsalve               | Leonardo Duque         | Louis Meintjes               | Astana                 | Non décerné              |

## Liste des participants
- Liste de départ complète